# La cavalcata della vendetta
La cavalcata della vendetta (Ride Out for Revenge) è un film del 1957 diretto da Bernard Girard.
È un film western statunitense con Rory Calhoun, Gloria Grahame e Lloyd Bridges.

## Produzione
Il film, diretto da Bernard Girard su una sceneggiatura di Norman Retchin con il soggetto di Burt Arthur, fu prodotto da Norman Retchin per la Bryna Productions.

## Distribuzione
Il film fu distribuito con il titolo Ride Out for Revenge negli Stati Uniti dal 1º novembre 1957 al cinema dalla United Artists.
Altre distribuzioni:
- in Germania Ovest nel 1958 (Blinder Haß)
- in Austria nel giugno del 1959 (Blinder Haß)
- in Svezia il 7 settembre 1959 (Revansch till varje pris)
- in Danimarca il 25 gennaio 1960 (Guldjagten i Dakota)
- in Portogallo il 6 novembre 1961 (Corrida da Vingança)
- in Brasile (A Lei do Oeste)
- in Francia (L'or des Cheyennes)
- in Grecia (Na ekdikithis!)
- in Italia (La cavalcata della vendetta)

## Promozione
Le tagline sono:
- "The Princess - Joanne GILBERT - Not all the sacred torture-taboos could kill her forbidden love!".
- "The Captain - Lloyd BRIDGES - As yellow as the gold he killed for!".
- "The "Town-Woman" - Gloria GRAHAME - She'd do anything to get her man...even start a massacre!".
- "The Marshal - Rory CALHOUN - He crossed the color line...now he faced the Cheyenne alone!".